# Diospage rhebus
Diospage rhebus är en fjärilsart som beskrevs av Pieter Cramer 1770. Diospage rhebus ingår i släktet Diospage och familjen björnspinnare. Inga underarter finns listade i Catalogue of Life.

## Bildgalleri

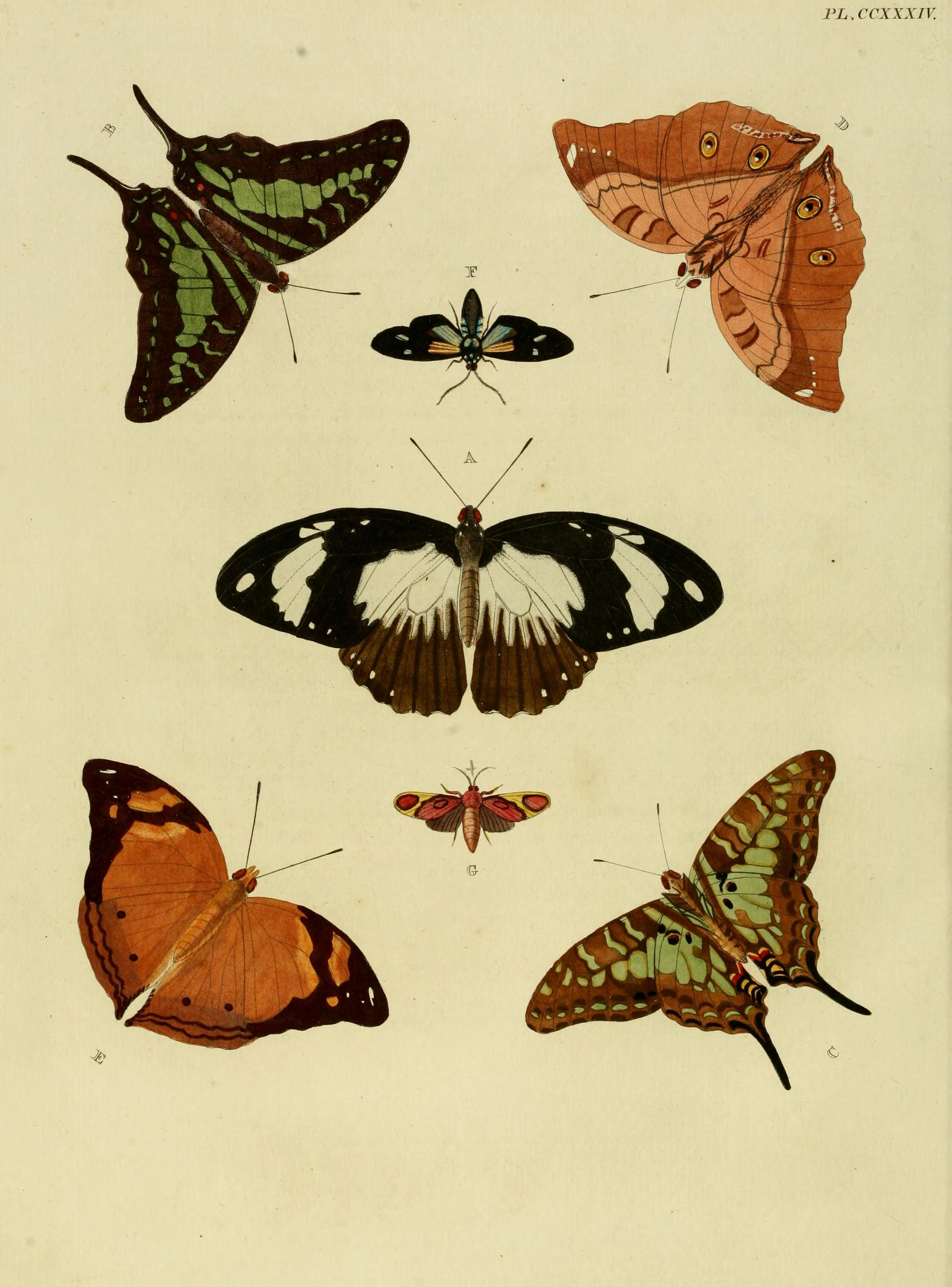